# WiGLE

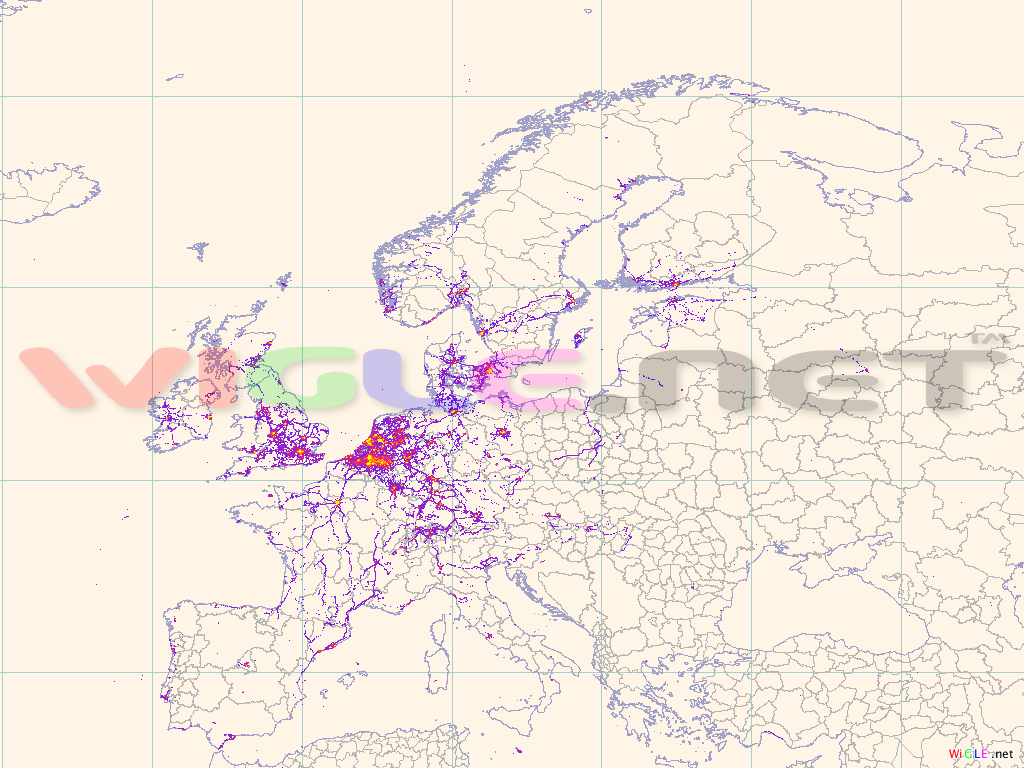
Eine Karte von Wlan Netzen in Europa gesammelt durch das WiGLE Projekt, 2007

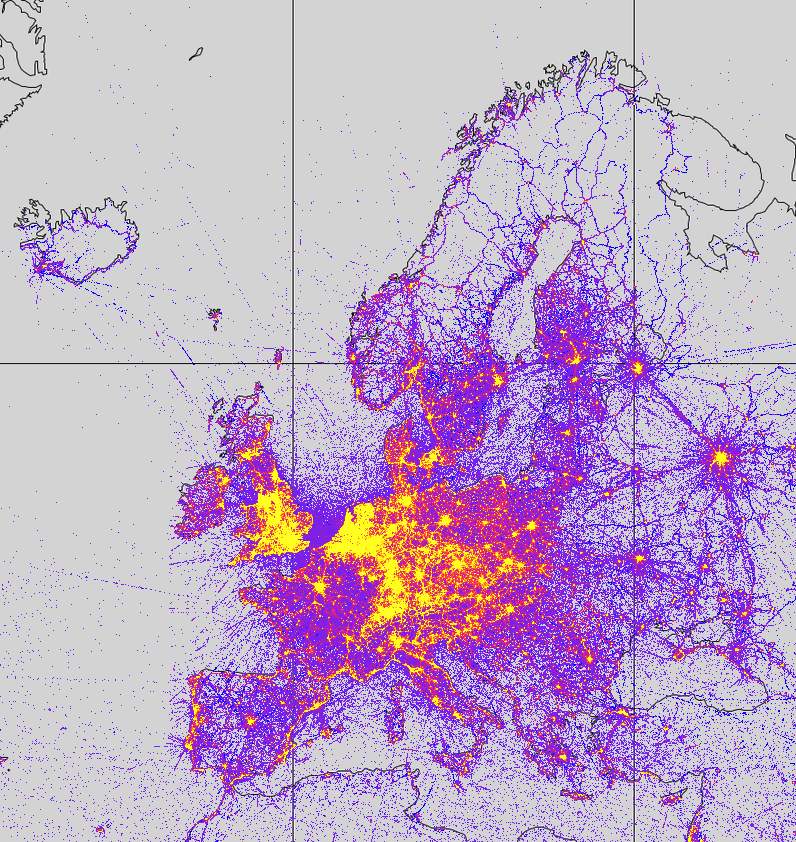
WiGLE Karte von Wlan Netzwerken in Europa von 2019

WiGLE (Wireless Geographic Logging Engine) ist ein Projekt das die GPS-Position, SSID, Verschlüsselung und Kanal zu WLAN Netzwerken sowie Funkzellen und Bluetooth Geräte in einer öffentlich zugänglichen Datenbank sammelt.
Das Ziel der Betreiber war 2001 die Öffentlichkeit über die Notwendigkeit der Sicherung von WLAN Netzwerken zu sensibilisieren, zu dieser Zeit waren ein Großteil der WLAN Netzwerke noch ohne Passwort.
Diese Daten können über die Website als Karte betrachtet werden. Registrierten Benutzern steht eine Suche sowie API zur Verfügung.
Der erste Eintrag erfolgte im September 2001. Seit Dezember 2021 befinden sich über 800 Millionen WLAN Netzwerke, 17 Millionen Funkzellen, 710 Millionen Bluetooth Geräte und 11 Milliarden Positionsangaben in der Datenbank. Es werden täglich gut 300.000 neue Datensätze eingespielt, diese Zahl ist stetig wachsend. Damit ist WiGLE eine der größten Datenbanken zur WLAN-basierten Ortung.

## Positionsbestimmung
Die Position wird durch Mittelwertbildung der Längen und Breitengrade, die mit der Signalstärke (quadriert) als Gewicht gesammelt wurden, bestimmt. Das nimmt an, dass sich die Signalstärke im umgekehrten Quadrat der Entfernung ändert. Dies ist sinnvoll, solange sie keine einseitige Ansicht des Netzwerks erhalten (d. h. es nur von einer Seite abgetastet wird), da es in diese Richtung verzerrt würde.

## Datensammlung
Daten können anonym oder als registrierter User über die Website oder eine eigene Android-App übermittelt werden. Es können unter anderem die Logdateien von NetStumbler, Kismet oder der iPhone Consolidated.db hochgeladen werden.
Auf Anfrage werden eigene WLAN Netzwerke aus der Datenbank gelöscht. So wurden auf Anfrage von Mitsubishi alle Datensätze des Mitsubishi Outlanders entfernt.

## Lizenzierung
Die Android-App, die zur Sammlung verwendet werden kann, ist open source. Die Daten selbst werden unter einer proprietären Lizenz verteilt. Kommerzielle Nutzungsrechte können gekauft werden.
Akademischen oder Anfragen von Non-Profit-Organisationen zu Forschung oder Künstlerischen Zwecken werden Nutzungsrechte eingeräumt.

## Erwähnungen von WiGLE in Büchern / akademischen Berichten
Von Hacking für Dummies bis zur Einführung in Neogeography, WiGLE ist eine weit verbreitete Datenquelle und Tool. Auf dem Cover von Wardriving wird WiGLE mit einem Mitbegründer als Referenz erwähnt. Es gibt auch Kritische Stimmen zu WiGLE, da das Wardriving damit gefördert wird.
2005 wurde die Ortsbestimmung durch WLAN-Datenbanken diskutiert und WiGLE, zu dem Zeitpunkt mit ungefähr 2,4 Millionen Netzwerken in der Datenbank wurde dabei des Öfteren erwähnt.